# Chris Baird
Christopher Patrick „Chris” Baird (Ballymoney, Észak-Írország, 1982. február 25. –) északír labdarúgó.

## Pályafutása

### Southampton
Baird Észak-Írországban, a Ballymena Unitedben kezdett futballozni, 1998-ban onnan igazolta le 100 ezer fontért a Southampton. 2003. március 22-én, az Aston Villa ellen debütált, amikor csereként váltotta David Pruttont. Második meccsét az Arsenal ellen játszotta. A 26. percben állt be, amikor az Ágyúsok már 5-0-ra vezettek. A találkozó végül 6-1-gyel ért véget.
A 2002/03-as szezon utolsó meccsén, a Manchester City ellen kezdőként lépett pályára, csakúgy, mint egy héttel később, az FA Kupa-döntőben, az Arsenal ellen. A londoniak nyertek 1-0-ra, de Baird olyan jól játszott, hogy csapata legjobbjának választották.
A következő idényben a Walsallnál és a Watfordnál is megfordult kölcsönben. A Southamptonban mindössze négy bajnokin kapott lehetőséget. A 2004/05-ös évadban egyszer sem lépett pályára, de csapata kiesése után visszakerült a keretbe.
A másodosztály 2005/06-os kiírásában 16-szor lépett pályára kezdőként és jó teljesítményével kivívta menedzsere, George Burley elismerését. 2006. november 25-én, a Luton Town ellen 2-1-re megnyert meccsen megszerezte profi pályafutása első gólját. A 2006/07-es szezon nagy részét középhátvédként játszotta végig, az idény végén őt választották a Szentek legjobbjának.

### Fulham
Baird 2007. július 12-én 3,025 millió fontért a Fulhamhez igazolt. A 34-es számú mezt kapta meg, amit a 2009/10-es évad előtt a 6-osra cserélt. Dickson Etuhu és Danny Murphy sérülése miatt általában középpályásként kellett helyt állnia.

## Válogatott
Baird 2003 júniusában, egy Olaszország elleni meccsen mutatkozott be az északír válogatottban. Azóta fontos tagja nemzeti csapatának.

## Sikerei, díjai

### Southampton
- FA Kupa-ezüstérmes: 2003

## Külső hivatkozások
- Chris Baird pályafutásának statisztikái a Soccerbase oldalon (angolul)

- Chris Baird adatlapja a Fulham honlapján

## Fordítás
- Ez a szócikk részben vagy egészben  a   Chris Baird című angol Wikipédia-szócikk fordításán alapul.  Az eredeti cikk szerkesztőit annak laptörténete sorolja fel. Ez a jelzés csupán a megfogalmazás eredetét és a szerzői jogokat jelzi, nem szolgál a cikkben szereplő információk forrásmegjelöléseként.